# Непобедимый воин (сезон 1)
Первый сезон шоу «Смертоносный воин» был открыт 7 апреля 2009 в 22:00 по восточноамериканскому времени на телеканале Spike. Всего вышло девять серий шоу, каждая из которых с учётом рекламы длилась примерно час. 11 мая 2010 на DVD и Blu-ray вышли все эпизоды первого сезона.

## Серия 1:АпачпротивГладиатора

### Команда Апача
- Алан Тафойя, двукратный чемпион мира по ножевому бою, коренной индеец
- Снейк Блокер, боец смешанных единоборств, инструктор армии США по ближнему бою, индеец племени липанов

Вооружение и защита:
- Томагавк
- Боевой нож
- Лук со стрелами
- Боевая палица
- Щит из сыромятной кожи

Данные воина:
- Рост: 5 футов 7 дюймов
- Вес: 140 фунтов
- Броня: отсутствует
- Масса вооружения: 10 фунтов

### Команда Гладиатора
- Крис Торрес, боец смешанных единоборств
- Стивен Дитрих, консультант по историческим фильмам
- Чак Лидделл, боец смешанных единоборств UFC

Вооружение и защита:
- Цестус (перчатка с шипами)
- Резак (сциссор)
- Трезубец и рыболовная сеть (снаряжение ретиариев)
- Праща
- Сика
- Шлем Мурмилло и деревянный щит

Данные воина:
- Рост: 5 футов 8 дюймов
- Вес: 185 фунтов
- Броня: бронзовые доспехи
- Масса вооружения: 10-38 фунтов

### Результаты компьютерной симуляции
Жирным выделены те виды оружия, которые во время испытаний одержали победу над оружием команды противника.
|                          | Апач         | Побед | Гладиатор       | Побед |
| ------------------------ | ------------ | ----- | --------------- | ----- |
| Оружие малой дальности   | Томагавк     | 153   | Цестус Резак    | 25    |
| Оружие средней дальности | Боевой нож   | 266   | Трезубец и сеть | 166   |
| Оружие большой дальности | Лук и стрелы | 188   | Праща           | 1     |
| Специальное оружие       | Палица       | 60    | Сика            | 116   |
| Итого                    |              | 667   |                 | 333   |

Со счётом 667:333 победил Апач.

### Факты об эпизоде

#### Оружие
- В древнем Риме у каждого гладиатора был свой индивидуальный набор оружия и защиты, однако в шоу показывали почти весь арсенал гладиаторского оружия для полного отображения возможностей боя гладиатора.
- В первой же серии численность типов оружия не была одинаковой: пять разновидностей оружия гладиатора против четырёх у апача.
- Во время изучения оружия ближнего боя боец смешанных единоборств Чак Лидделл сначала замерял силу удара голыми руками, а затем с цестусами на руках.

#### Испытания оружия
- В первой номинации комбинация резака и цестуса противостояла томагавку: из резака и цестуса основным оружием был выбран цестус, но даже он проиграл томагавку, поскольку обладал более низким радиусом действия.
- В сравнении трезубца и ножа трезубец одержал победу благодаря более мощным наносимым повреждениям.
- В сравнении меча-сики и палицы победу одержала сика: форма клинка позволяла наносить более серьёзные ранения. При ударе о шлем гладиатора палица переломилась.
- В сравнении пращи и лука лук уверенно победил благодаря большим дальности атаки, точности и наносимым повреждениям.

#### Симуляция и результат
- В первой же серии впервые же в поединке между воином, закованным в металлическую броню, и воином без доспехов победил воин без доспехов.
- Трезубец и сеть — первое оружие, победившее в испытаниях, но на деле оказавшееся хуже, чем у противника.
- По итогам симуляции Апач одержал большее количество побед над своим противником с оружием средней и дальней дистанции боёв.
- В симуляции гладиатор не пользовался резаком.

## Серия 2:ВикингпротивСамурая

### Команда Викинга
- Кэйси Хендершот, профессиональный каскадёр, мастер боя на длинных мечах
- Мэтт Нельсон, боец смешанных единоборств датского происхождения

Вооружение и защита:
- Большой топор
- Длинный меч
- Метательное копьё
- Деревянный щит
- Стальной шлем
- Кольчуга

Данные о воине:
- Рост: 5 футов 11 дюймов
- Вес: 180 фунтов
- Броня: кольчуга
- Масса вооружения: 65 фунтов

### Команда Самурая
- Тецуро Сигемацу, мастер кюдо (стрельба из лука), потомок самурайского клана
- Бретт Чан, обладатель четырёх чёрных поясов по боевым искусствам, каскадёр (известен по фильму «Последний самурай»)

Вооружение и защита:
- Катана (меч)
- Нагината (копьё)
- Юми (лук)
- Канабо (палица)
- Кабуто (шлем)
- До-мару (доспехи)

Данные о воине:
- Рост: 5 футов 3 дюйма
- Вес: 135 фунтов
- Броня: стальная и кожаная
- Масса вооружения: 65 фунтов

### Результаты компьютерной симуляции
|                          | Викинг            | Побед | Самурай  | Побед |
| ------------------------ | ----------------- | ----- | -------- | ----- |
| Оружие малой дальности   | Большой топор     | 134   | Катана   | 137   |
| Оружие средней дальности | Длинный меч       | 175   | Нагината | 171   |
| Оружие большой дальности | Метательное копьё | 92    | Юми      | 114   |
| Специальное оружие       | Деревянный щит    | 77    | Канабо   | 100   |
| Итого                    |                   | 478   |          | 522   |

Со счётом 478:522 победу одержал Самурай.

### Факты об эпизоде

#### Испытания оружия
- В эпизоде впервые испытывали возможность оружия пробивать доспехи. Так, катана, которая разрубила сразу две свиные туши, не сумела пробить кольчугу, а топор викингов отскочил от шлема кабуто. Но топор всё же оказался победителем как лучшее рубящее оружие.
- В проверке оружия дистанционного боя команда Викинга продемонстрировала возможность метать одновременно два копья, а команда Самурая сумела поразить из лука в область глаз манекен из баллистического геля. Точность лука и дальность его стрельбы оказалась выше, несмотря на большую пробивную мощь копья.
- В соревновании меча и копья-нагинаты меч сумел перерубить обе руки гелевому манекену, а нагината — снести верхушку черепа. В итоге меч одержал победу.
- Во время испытания специального оружия палица канабо сумела погнуть и сломать деревянный щит. Также в том выпуске была показана впервые возможность использования щита как оружия, однако его мощь удара оказалась недостаточной для нанесения мгновенного смертельного удара.

#### Симуляция и результаты
- В ходе компьютерной симуляции Самурай, который уступал по эффективности оружия Викингу, одержал всё же итоговую победу, причём побеждал каждым оружием не менее сотни раз.
- Большой топор — второе оружие, победившее в испытаниях, но на деле оказавшееся хуже, чем у противника.
- Самурай — первый из шести воинов без победного боевого клича.
- Викинг — первый воин, проигравший бой несмотря на то, что имел самое сильное оружие (длинный меч).

## Серия 3:СпартанецпротивНиндзя

### Команда Спартанца
- Джереми Данн, эксперт по оружию Древней Греции
- Барри Якобсен, бывший «зелёный берет», специалист по древнему оружию[4]

Вооружение и защита:
- Короткий меч ксифос
- Копьё
- Дротик
- Бронзовый щит Аспис
- Бронзовый нагрудник
- Бронзовый коринфийский шлем

Данные о воине:
- Рост: 5 футов 8 дюймов
- Вес: 165 фунтов
- Броня: бронзовые доспехи
- Масса вооружения: 60 фунтов

### Команда Ниндзя
- Лу Кляйн, мастер боя с оружием ниндзя
- Майкл Лер, обладатель чёрного пояса по карате

Вооружение и защита:
- Ниндзято (меч)
- Мецубуси (метательные яйца со стеклом)
- Сюрикен
- Духовая трубка
- Кусаригама, он же кусарикама (серп)

Данные о воине:
- Рост: 5 футов 2 дюйма
- Вес: 135 фунтов
- Броня: нет
- Масса вооружения: 10 фунтов

### Результаты компьютерной симуляции
|                          | Ниндзя                               | Побед | Спартанец           | Побед |
| ------------------------ | ------------------------------------ | ----- | ------------------- | ----- |
| Оружие малой дальности   | Ниндзято                             | 123   | Короткий меч ксифос | 52    |
| Оружие средней дальности | Митцубуси (яйцо с толченным стеклом) | 0     | Копьё               | 210   |
| Оружие большой дальности | Духовая трубка Сирюкены              | 4 0   | Дротик              | 9     |
| Специальное оружие       | Кусаригама                           | 220   | Спартанский щит     | 382   |
| Итого                    |                                      | 347   |                     | 653   |

Со счётом 347:653 победу одержал Спартанец.

### Факты об эпизоде

#### Испытания оружия
- Во второй раз число типов оружия не было равным: 5 у ниндзя и 4 у спартанца.
- Торс из баллистического геля использовался для проверок почти всех типов оружия.
- Оружия большой дальности на испытаниях не проявили себя в полной мере: сюрикен нанёс небольшие повреждения, а дротик вовсе оказался медленным и недостаточно убойным. Однако духовая трубка позволила ниндзя победить в категории дистанционного боя благодаря убойности.
- В сравнении оружия средней дальности яйца митцубуси проиграли копью, поскольку не наносили существенных повреждений (в лучшем случае могли ослепить), в то время как копьё убивало с первого раза.
- Лучшим оружием малой дальности был признан меч ниндзято, оказавшийся лучше меча ксифоса: он разрубал свиную тушу гораздо лучше.
- Щит спартанцев использовался как специальное оружие и одержал итоговую победу против серпа кусарикама: повреждения, наносимые щитом, оказались сильнее повреждений от кусарикамы (одним концом удалось пробить шлем спартанца, другим не удалось пробить его доспехи).

#### Симуляция и результаты
- Сюрикен и чёрные яйца со стеклом по итогам компьютерной симуляции впервые не принесли ни одной победы в симуляции.
- Духовая трубка — третье оружие, победившее в испытаниях, но на деле оказавшееся хуже, чем у противника.
- Ниндзя был признан самым хитрым воином, а спартанец — самым сильным воином за 1 сезон (победив в специальном выпуске самурая).

## Серия 4:ПиратпротивРыцаря

### Команда Пирата
- Майкл Триплетт, мастер боя на оружии пиратов
- Давид Эрнандес, фехтовальщик, инструктор по боям на мечах[5]

Вооружение и защита:
- Абордажная сабля
- Боевой топор
- Кремнёвый пистолет
- Мушкетон
- Граната

Данные о воине:
- Год: 1715[6]
- Рост: 5 футов 10 дюймов
- Вес: 170 фунтов
- Броня: нет
- Масса вооружения: 20 фунтов
- Лояльность: деньги (не поддерживает какое-то государство, думает о наживе)

### Команда Рыцаря
- Давид Коретти, бывший военный и мастер боя на мечах
- Джош Поу, эксперт по бою на средневековом оружии

Вооружение и защита:
- Двуручный меч
- Алебарда
- Арбалет
- Палица Моргенштерн
- Латы

Данные о воине:
- Год: 1423
- Рост: 5 футов 11 дюймов
- Вес: 180 фунтов
- Броня: латы
- Масса вооружения: 70 фунтов
- Лояльность: Франция (в качестве мотивации авторами шоу выбрана верность христианской религии и понятия чести)

### Результаты компьютерной симуляции
|                          | Пират                         | Побед | Рыцарь             | Побед |
| ------------------------ | ----------------------------- | ----- | ------------------ | ----- |
| Оружие малой дальности   | Абордажная сабля Боевой топор | 25 13 | Двуручный меч Латы | 103   |
| Оружие средней дальности | Мушкетон                      | 352   | Алебарда           | 108   |
| Оружие большой дальности | Кремнёвый пистолет            | 41    | Арбалет            | 106   |
| Специальное оружие       | Граната                       | 198   | Палица Моргенштерн | 54    |
| Итого                    |                               | 629   |                    | 371   |

Со счётом 629:371 победу одержал Пират.

### Факты об эпизоде

#### Впервые в шоу
- Единственный раз в одной категории боролись броня и оружие.
- Испытано огнестрельное оружие и взрывчатка.
- В симуляции воин сражался верхом на лошади.
- Впервые пригодился полигон вне студии программы для испытания гранаты пирата.
- В сезоне 1 масса доспехов рыцаря стала самой тяжёлой из всех использованных.

#### Испытания оружия
- Впервые в шоу была зафиксирована ничья на испытаниях оружия: в категории оружия ближнего боя объявили ничью между саблей и мечом. Вместе с тем топор проиграл доспехам рыцаря: хотя он их пробил, манекен остался неповреждённым.
- Арбалет стал победителем в категории оружия большой дальности: кремнёвый пистолет не пробил доспехи, поскольку пуля срикошетила.
- В категории оружия средней дальности в состязании между мушкетоном и алебардой победил мушкетон, который всё-таки пробил доспехи со второй попытки, несмотря на осечку.
- В категории специального оружия победу одержала граната. Несмотря на то, что тяжёлая палица обладала разрушительной мощью, которая превышала в 17 раз необходимую для нанесения смертельных повреждений, предпочтение отдали гранате, которая хоть и не пробила доспехи, но оглушила противника и была легче в управлении.

#### Результаты
- Огнестрельное оружие позволило пирату одержать победу в дуэли с рыцарем при временной разнице между воинами в 308 лет.
- У пирата было пять видов оружия против четырёх видов оружия у рыцаря. Несмотря на то, что рыцаря защищали латы, пират благодаря огнестрельному оружию одержал победу.

## Серия 5:ЯкудзапротивМафии

### Команда Якудза
- Зеро Кадзама, ведущий MTV, обладатель чёрного пояса по карате
- Дэвид Коно, историк, сын добровольного помощника якудза

Вооружение и защита:
- Нунчаки
- Пистолет Walther P38
- Пистолет-пулемёт Sten
- Керамическая граната
- Ножи сай

Данные о воине:
- Год: 1947
- Рост: 5 футов 6 дюймов
- Вес: 150 фунтов
- Броня: нет
- Масса вооружения: 10 фунтов

### Команда Мафии
- Джо Ферранте, актёр итальянского происхождения
- Томас Бонанно, двоюродный брат гангстера Джозефа Бонанно

Вооружение и защита:
- Бейсбольная бита
- Обрез
- Пистолет-пулемёт «Томми»
- Коктейль Молотова
- Заточка

Данные о воине:
- Год: 1929
- Рост: 5 футов 10 дюймов
- Вес: 170 фунтов
- Броня: нет
- Вооружение: 10 фунтов

### Результаты компьютерной симуляции
|                          | Якудза                | Побед | Мафия                  | Побед |
| ------------------------ | --------------------- | ----- | ---------------------- | ----- |
| Оружие малой дальности   | Нунчаки               | 9     | Бейсбольная бита       | 23    |
| Оружие средней дальности | Walther P38           | 10    | Обрез                  | 38    |
| Оружие большой дальности | Пистолет-пулемёт Стэн | 359   | Пистолет-пулемёт Томми | 499   |
| Взрывное оружие          | Керамическая граната  | 26    | Коктейль Молотова      | 2     |
| Специальное оружие       | Сай                   | 10    | Заточка                | 24    |
| Итого                    |                       | 414   |                        | 586   |

Со счётом 414:586 победу одержала Мафия.

### Факты об эпизоде

#### Впервые в шоу
- Впервые в шоу столкнулись представители криминалитета, причём обе стороны были вооружены относительно современным огнестрельным оружием.
- Впервые в симуляции состоялся командный бой между отрядами по пять человек.
- Впервые в симуляции, помимо оружия малой, средней и большой дальности и специального оружия, испытали взрывчатку.
- В симуляции впервые появились нейтральные лица: мужчина и женщина. Их в самом начале застрелили обе враждующие стороны.

#### Испытания оружия
- Пистолеты-пулемёты Томпсон и Стэн в рамках оружия большой дальности испытывались на полигоне как на одной мишени, так и на нескольких. Скорострельность Томпсона и его убойная сила даже при недостаточной по сравнению со STEN точности принесла победу мафии.
- В категории оружия средней дальности сравнивались пистолет Walther и американский обрез. Walther обладал высокой точностью и наносил смертельные попадания с большого расстояния, однако обрез всего с двумя зарядами наносил куда более серьёзные повреждения, поэтому победу отдали обрезу.
- В категории оружия ближнего боя сравнивались бейсбольная бита и нунчаки. И то, и другое оружие продемонстрировали свою эффективность: бейсбольная бита переломила позвоночник свиньи, а нунчаки тремя ударами сломали челюсть манекена из баллистического геля. Однако для нанесения точного удара нунчаки требовалась большая ловкость, а битой можно было проломить череп и с одного удара. В конце концов преимущество отдали бите как более простому и эффективному оружию.
- В категории взрывчатки якудза победили благодаря большей эффективности керамической гранаты: коктейлю Молотова необходимо было некоторое время, чтобы огонь распространился по телу человека, в то время как граната взрывалась куда быстрее и могла мгновенно убить человека или как минимум контузить его.
- Заточка мафиози проиграла ножам сай: для атаки заточкой нужно было находиться близко к противнику, а ножи сай позволяли как сражаться, не подходя вплотную к противнику, так и выбить любое оружие из рук.

#### Результаты симуляции
- Пистолет-пулемёт Томми побил рекорд шоу среди огнестрельного оружия, набрав больше всего побед за первые два сезона. В симуляции именно он сыграл главную роль в победе мафии.
- Мафия одержала свои победы в целом за счёт оружия средней и дальней дистанции. Сай, несмотря на своё преимущество, по количеству побед проиграл заточке (четвёртый раз в истории шоу).
- Главарь мафии — второй из шести воинов без победного боевого клича.

#### Ошибки и неточности
- В видеовставках у мафии были показаны пистолет M1911, кастет и стилет, а у якудзы катана. Однако эти типы оружия не тестировались в шоу и потому не были задействованы. К слову, мафия не успела применить коктейль Молотова, который выронил боец в самом начале боя.
- В видеовставках японцы стреляют не из пистолета Walther P38, а из Luger P08.
- Среди продемонстрированных образцов оружия у мафии, которые так и не были выбраны для испытаний, были показаны револьвер Colt Official Police[англ.], стилет, кастет, опасная бритва и гаротта. Стилет, кастет и гаротта испытывались уже во втором сезоне у других воинов.
- На испытаниях и в видеосюжетах показан не обрез ружья, а цельное двуствольное так называемое «кучерское ружьё[англ.]».

## Серия 6:Зелёные беретыпротивСпецназа

### Команда Зелёных Беретов
- Мэтт Эндерсон, каскадёр, ветеран подразделения, участник войны в Персидском заливе
- Джордж Гомес, штаб-сержант Армии США, инструктор по военной подготовке

Вооружение и защита:
- Пистолет Beretta M9
- Дробовик Моссберг
- Автомат M4A1
- Снайперская винтовка M24
- Граната M67
- Сапёрная лопата

Данные о воине:
- Рост: 6 футов 1 дюйм
- Вес: 180 фунтов
- Масса вооружения: 29 фунтов
- Численность подразделения: 4500 чел.

### Команда Спецназа
- Саулюс «Сонни» Пузикас, военнослужащий спецназа ГРУ в 1980—1990-х годах, консультант в игровой и киноиндустрии
- Максим Франц, бывший военнослужащий морской пехоты СССР, инструктор по рукопашному бою

Вооружение и защита:
- Пистолет Макарова
- Карабин Сайга-12
- Автомат АК-74
- Снайперская винтовка Драгунова
- Граната РГД-5
- Баллистический нож

Данные о воине:
- Рост: 5 футов 11 дюймов
- Вес: 175 фунтов
- Масса вооружения: 27 фунтов
- Численность: 15000 чел.

### Результаты компьютерной симуляции
|                                         | Зелёные Береты           | Побед | Спецназ                        | Побед |
| --------------------------------------- | ------------------------ | ----- | ------------------------------ | ----- |
| Оружие малой дальности                  | Пистолет Beretta         | 4     | Пистолет Макарова              | 12    |
| Оружие средней дальности                | Дробовик Моссберга       | 42    | Карабин Сайга                  | 104   |
| Автоматическое оружие дальней дистанции | Автомат M4A1             | 311   | Автомат АК74                   | 288   |
| Снайперское оружие дальнего боя         | Снайперская винтовка M24 | 85    | Снайперская винтовка Драгунова | 84    |
| Взрывное оружие                         | Граната M67              | 36    | Граната РГД-5                  | 24    |
| Специальное оружие                      | Сапёрная лопата          | 3     | Баллистический нож             | 7     |
| Итого                                   |                          | 481   |                                | 519   |

Со счётом 481:519 победу одержал Спецназ.

### Факты об эпизоде

#### Соотношения сторон
- Это первый из четырех выпусков с участием персонажей от России/СССР, и первая из двух побед России/СССР.
- Впервые в испытаниях оружия была объявлена ничья.
- Это было первое и единственное за семь выпусков поражение США от иностранного подразделения.
- Оба подразделения не вступали в бои в годы Холодной войны, хотя часто были близки к этому по причине нестабильных отношений СССР и США.
- Студия, в которой проводились съёмки, была украшена флагами США и СССР (позже они использовались в эпизоде «КГБ против ЦРУ»).
- Спецназ в выпуске преподносится как некое особое подразделение, хотя так называют все советские/российские подразделения специального назначения. Согласно некоторым намёкам авторов выпуска, речь может идти о спецназе ГРУ Генерального штаба ВС СССР.

#### Испытания
- Карабин Сайга, позволивший поразить 4 цели за 2 секунды, получил преимущество над дробовиком Mossberg, который пробил свиную тушу насквозь после 8 выстрелов. Аналогичные результаты он показал в симуляции.
- Оба автомата — точный M4A1 и надёжный АК-74 — поразили свои цели без проблем, поэтому в противостоянии была зафиксирована ничья. Однако в симуляции с небольшим преимуществом M4A1 лидировал.
- Точность винтовки M24 против СВД позволила ей одержать лишь на одну победу больше в симуляции. В ходе испытаний оба снайпера попали во все мишени, но у СВД пуля отклонялась от цели на пару сантиметров, вследствие чего американская M24 и одержала победу в своей номинации.
- Во время испытаний пистолетов бойцы действовали в темноте с приборами ночного видения. Американский боец поразил только две мишени, фактически не попав в третью. Сонни Пузикас затратил больше времени на задание, но поразил все три мишени, что и позволило пистолету спецназа выиграть в номинации.
- Сапёрная лопата в категории уникального оружия легко проломила череп манекену, изображавшему противника, а баллистический нож с летающим лезвием пробил три висящих шара и попал в цель, благодаря чему и заработал преимущество.
- Граната РГД-5 испытывалась в стиральной машине, а M67 на открытом пространстве. Однако радиус поражения американской гранаты всё равно был много большим, чем у РГД-5.
- Во время испытаний Максим Франц продемонстрировал физическую подготовку спецназовцев в небольшом поединке с Джеффом Демулином. Рукопашный бой был показан и в симуляции в самом конце.

#### Симуляция
- Бой происходит на территории города Грозный времён Первой чеченской войны, как видно на табличке в начале битвы, в здании больницы.
- В оригинальном выпуске в симуляции никто не задействовал снайперские винтовки, а спецназовцы ни разу не бросили гранаты. Впрочем, из оригинальной реконструкции были вырезаны несколько фрагментов, в одном из которых американец убивает из M24 русского спецназовца[7].
- Заявленный оружием спецназа АК-74 не был использован в эпизоде: в заставке показан АКМС, в испытаниях использовался АКМ, в симуляции спецназовцы использовали АКМ и АКС-74У.
- Финальная схватка между оставшимися в живых бойцами шла в рукопашную: в нескольких эпизодах с участием воинов с огнестрельным оружием финальные схватки также проходили в рукопашную.
- Победу русскому спецназу принёс баллистический нож, которым боец ГРУ успел смертельно ранить в шею американца.
- Самым эффективным оружием в бою стал автомат M4A1 армии США, но его мощи не хватило для победы.
- Спецназ ГРУ, проигрывая по ходу боя Зелёным Беретам (были убиты почти сразу четверо спецназовцев и только один американский «зелёный берет»), сенсационно вырвал победу: выживший спецназовец уничтожил в одиночку четверых Зелёных Беретов. Он стал первым из трёх воинов, убивших 4 врагов в симуляции.
- В конце битвы победивший боец выкрикивает громко «Я спецназ!», а затем иронически добавляет: «Нас никто никогда не победит».

#### Ошибки и неточности
- Судя по краповым беретам спецназовцев, речь идет о спецназе внутренних войск, хотя не исключается версия халатного подхода к реконструкции экипировки.
- Баллистический нож никогда не состоял на вооружении советских и российских войск, а был именно инструментом криминалитета. В реальности на вооружении спецназа в качестве ножей использовались и стреляющие ножи НРС-2 и НР-43.
- По версии Сонни Пузикаса, сапёрная лопата не была опасна как боевое оружие. Но в одном из выпусков программы «Оружиеведение» он рассказывал о важной роли малой саперной лопаты в арсенале российского спецназа, которую можно было и метать в противника.
- Карабины типа «Сайга» начали производиться с 1994 года и состоят на вооружении подразделений МВД РФ, данных об использовании «Сайги» спецназом ГРУ нет.

## Серия 7:Монах ШаолиняпротивВоина Маори

### Команда Монаха
- Эрик Чен, мастер по ушу и кунг-фу, историк
- Ванг Вэй, чемпион Китая по ушу, каскадёр
- Альфред Хсинг, историк, каскадёр[8]

Вооружение и защита:
- Шуангоу («двойные крюки»)
- Эмейские спицы
- Шест
- Жуаньбянь (цеп)

Данные о воине:
- Рост: 5 футов 7 дюймов
- Вес: 145 фунтов
- Броня: нет
- Масса вооружения: 5 фунтов

### Команда Маори
- Шеймус Фитцджеральд, мастер шестой степени по мао-тайха
- Джаред Вихони, оперативник SWAT
- Сала Бэйкер, актёр, каскадёр, мастер боевых искусств

Вооружение и защита:
- Копьё-скат
- Мере (дубинка)
- Тайаха (боевой шест)
- Дубинка с акульими зубами

Данные о воине:
- Рост: 5 футов 9 дюймов
- Вес: 180 фунтов
- Броня: нет
- Масса вооружения: 8 фунтов

### Результаты компьютерной симуляции
|                          | Монах Шаолиня             | Побед  | Воин Маори                | Побед |
| ------------------------ | ------------------------- | ------ | ------------------------- | ----- |
| Оружие малой дальности   | Эмейские спицы            | 31     | Мере                      | 78    |
| Оружие средней дальности | Боевой шест Двойные крюки | 57 566 | Тайаха Копьё-скат         | 151 6 |
| Специальное оружие       | Цеп                       | 38     | Дубинка с акульими зубами | 73    |
| Итого                    |                           | 692    |                           | 308   |

Со счётом 692:308 победу одержал Монах Шаолиня.

### Факты об эпизоде

#### Испытания оружия
- Дубинка мере благодаря большей пробивной силе и большей досягаемости одержала верх над эмейскими спицами в категории оружия ближнего боя.
- В категории оружия среднего радиуса действия в состязании с боевым шестом копьё тайаха одержала верх, однако двойные крюки шуангоу взяли верх над копьём с наконечниками из шипов ската.
- Цеп шаолиньских монахов проиграл дубинке с акульими зубами: зубы наносили гораздо более сильные раны

#### Результаты
- Маори — первый воин, получивший преимущество в 3 из 4 тестов, и единственный, кто проиграл бой, несмотря на это. С другой стороны, единственным эффективным оружием монаха, показавшим преимущество над оружием маори, были Шуангоу.
- Это — первый эпизод, в котором у обоих воинов не было ни брони, ни щитов, ни стрелкового оружия.
- Шаолиньский монах — третий из шести воинов без победного боевого клича.
- Шуангоу оказались самым эффективным оружием за первые два сезона. Кроме того, это единственный случай, когда воин набрал одним оружием достаточное количество побед для победы в схватке

## Серия 8:Уильям УоллеспротивШаки Зулу

### Команда Уильяма Уоллеса
- Киерон Эллиот, фехтовальщик и эксперт по шотландскому оружию
- Энтони Делонгис, фехтовальщик, постановщик боёв на мечах

Вооружение и защита:
- Боевой молот
- Меч клеймор
- Кистень
- Щит Тарч
- Дирк
- Кольчуга

Данные о воине:
- Годы жизни: 1270—1305
- Страна: Шотландия
- Масса вооружения: 40 фунтов
- Броня: кольчуга и щит-тарч

### Команда Шаки Зулу
- Эрл Уайт, мастер боя на шестах зулу
- Джейсон Бартли, каскадёр, игрок в американский футбол, боец смешанных единоборств[9]

Вооружение и защита:
- Боевой топор
- Иклва
- Ишлангу
- Ивиса
- Ослепляющий порошок

Данные о воине:
- Годы жизни: 1787—1828
- Страна: Юго-Восточная Африка
- Масса вооружения: 7-10 фунтов
- Броня: щит из бычьей шкуры

### Результаты компьютерной симуляции
|                          | Уильям Уоллес | Побед | Шака Зулу           | Побед |
| ------------------------ | ------------- | ----- | ------------------- | ----- |
| Оружие малой дальности   | Молот         | 65    | Топор               | 70    |
| Оружие средней дальности | Клеймор       | 319   | Иклава и ишлангу    | 307   |
| Оружие большой дальности | Кистень       | 1     | Ивиса               | 2     |
| Специальное оружие       | Тардж и дирк  | 236   | Ослепляющий порошок | 0     |
| Итого                    |               | 621   |                     | 379   |

Со счётом 621:379 победил Уильям Уоллес.

### Факты об эпизоде

#### Противники
- Впервые в шоу в бою столкнулись два исторических героя один-на-один (начиная с третьего сезона, они сражались при поддержке своих войск).
- Бой между воинами продлился 1 минуту 39 секунд и стал самым коротким в сезоне.

#### Оружие
- В категории оружия ближнего боя молот испытывался на двух моделях черепов: обычный синтетический череп был буквально размозжён одним концом молота, а другой, более острый конец, пробил череп из баллистического геля и задел мозг. Однако топор зулусов показал большую убойную силу при испытании на коровьей ноге, буквально изрубив её.
- В категории оружия средней дальности была продемонстрирована возможность срубить сразу три головы одним ударом клеймора. При испытании на зулусском щите ишлангу удар клеймора разрубил щит (по оценке Джеффа Демулина у держащего щит человека была бы как минимум сломана одна кость). Удар илквой пробил грудь манекена, дойдя до позвоночника, а также пробил шотландскую кольчугу. Однако клеймор благодаря разящей силе получил неоспоримое преимущество.
- В категории оружия дальнего боя, кистень (цепь с ядром) дважды промахнулся при атаке ледяной мишени и поразил её лишь с третьей попытки. Ивиса пробила два шара с кровью и разбила стеклянную ограду, продемонстрировав отличные скорость и точность броска, что принесло ей преимущество.
- В категории специального оружия удар щитом Тарчем (с шипом в центре) поразил манекен в сердце, а кинжал Дирк (использовался в паре с Тарчем) нанес смертельный удар в голову, поразив мозг. Ослепляющий порошок Зулусов не проявил себя никак, нанеся лишь небольшой урон: в лучшем случае противник был бы ослеплён, но остался бы в живых.

#### Результаты симуляции
- Порошок стал третьим оружием, которое не набрало очков в симуляции.
- По словам экспертов, Уильям Уоллес выиграл 602 боя.
- Кистень, по словам авторов шоу в эпизоде Back for Blood, оказался главным разочарованием из испытанного ими дистанционного оружия.

## Серия 9:ИРАпротивТалибана

### Команда ИРА
- Скоти Коллинз, актёр, внучатый племянник Майкла Коллинза, одного из командиров Ирландской Республиканской Армии
- Питер Кроу, музыкант, автор-исполнитель, знаток культуры Ирландии

Вооружение и защита:
- Огнемёт ЛПО-50
- Автомат AR-15
- Бомба с гвоздями[англ.]
- Рогатка

Данные о воине:
- Рост: 5 футов 11 дюймов
- Вес: 180 фунтов
- Масса вооружения: 30 фунтов

### Команда Талибана
- Фахим Фазли, бывший моджахед времён войны в Афганистане (1979—1989)
- Алекс Сами, служащий полиции Ирана

Вооружение и защита:
- Гранатомёт РПГ-7
- Автомат АК-47
- Противопехотная мина ПМН
- Штык-нож к АК-47

Данные о воине:
- Рост: 5 футов 9 дюймов
- Вес: 160 фунтов
- Масса вооружения: 20 фунтов

### Результаты компьютерной симуляции
|                          | ИРА              | Побед | Талибан          | Побед |
| ------------------------ | ---------------- | ----- | ---------------- | ----- |
| Оружие малой дальности   | Рогатка          | 2     | Штык-нож         | 35    |
| Оружие средней дальности | Огнемёт ЛПО-50   | 70    | Гранатомёт РПГ-7 | 162   |
| Оружие большой дальности | Автомат AR-15    | 315   | Автомат АК-47    | 245   |
| Специальное оружие       | Бомба с гвоздями | 130   | Мина ПМН         | 41    |
| Итого                    |                  | 517   |                  | 483   |

Со счётом 517:483 победила ИРА.

### Факты об эпизоде

#### Противники
- В превью оба подразделения были названы мастерами городской партизанской войны.
- Это один из тех эпизодов, в начальной заставке которого сообщается о том, что авторы не поддерживают и не пропагандируют действия какого-либо из представленных воинов.

#### Испытания оружия
- Огнемёт ЛПО-50, по словам авторов шоу, достать можно было только в России, поэтому в показанном бою использован американский огнемет М2 времен Второй мировой войны. Неточность при испытаниях заключалась в том, что из огнемёта ЛПО-50 можно было произвести только 3 выстрела без перезарядки, в то время как из M2 было сделано больше выстрелов. РПГ-7 благодаря большей дальности одержал победу в состязании с огнемётом.
- В испытаниях автоматического оружия оба оружия испытывались также на надежность путём вымазывания грязью. АКМ подтвердил свою легендарную надежность, а вот AR-15 заклинило. Однако точность AR-15 принесла ему победу в категории: решающее мнение высказал Джефф Демулин, лично испытавший оба автомата.
- Эксперты ИРА рассказали, что АКМ действительно состоял на вооружении ИРА, но от него отказались из-за недостаточной точности. В свою очередь, Алекс Сами рассказал, что AR-15 использовался в армии Ирана, однако из-за невысокой надёжности автомат был снят с вооружения.
- На испытаниях оружия ближнего боя камень из рогатки только попал в глазницу черепа, но не сбил его, что заставило экспертов считать, что камень может только покалечить, но не убить. Штык-нож легко разорвал боксёрскую грушу и манекен из баллистического геля, чем и заслужил свою победу. В симуляции же боец ИРА использовал рогатку только в качестве оружия отвлечения внимания.
- При испытании взрывных устройств бомба с гвоздями победила за счет дистанционного управления. Масштаб взрыва был удивительно высоким по причине того, что сдетонировали бензобаки стоявшего рядом мопеда. Мина ПКН также подрывалась с дистанции, но сумела уничтожить только двух людей, а слух о способности ударной волны отрывать конечности частично был опровергнут.

#### Симуляция
- Впервые в шоу во время симуляции внизу появились счётчики, показывавшие количество живых бойцов. Каждый раз, когда боец погибал, фигурка одного из солдат исчезала, но без звукового сигнала.
- Единственный раз в шоу боец погиб от дружественного огня: талиб по ошибке угодил гранатой из РПГ-7 в своего товарища, поскольку боевик ИРА успел вырваться из рук державшего его противника.
- Первый раз бойцу одной группы удалось выхватить оружие противника: боевик ИРА вырвал из рук талиба штык-нож и заколол им же своего противника.
- В категории оружия типа мин или бомб ИРА одержала первую победу в шоу: вторую победу одержали уже в третьем сезоне Рейнджеры США.

#### Прочее
- Огнемёт ЛПО-50, по словам авторов шоу, был применён при атаке ИРА британского блокпоста в 1989 году. Во время боя за блокпост в Дэрриярде в 1989 году ирландцы действительно попытались сжечь командный пункт британских войск из огнемёта.
- Часть видеовставок с участием Талибана ранее использовалась в эпизоде «Зелёные береты против Спецназа».
- Фахим Фазли лично не тестировал оружие, все испытания проводил Алекс Сами.
- Согласно сообщению в конце выпуска, авторы шоу и его участники оказали материальную помощь фонду борьбы с противопехотными минами Adopt-A-Minefield.
- Военнослужащие британской армии, которым бойцы ИРА противостоят в видеовставках, вооружены автоматами М16 вместо L1 или L85, а также принятыми на вооружение официально пистолетами-пулемётами HK MP5.
- У некоторых талибов можно заметить британские винтовки Lee-Enfield в видеороликах.

#### Ошибки и неточности
- Помимо замены огнемёта ЛПО-50 на американский аналог, в шоу пришлось использовать китайскую лицензионную копию РПГ-7 под названием Тип 56.
- На столе у экспертов ИРА можно заметить гранатомёт AT4, который никогда не использовался в Ирландии.
- На столах у экспертов можно найти пистолет-пулемёт MAC-10 и пистолет ТТ, но ни один из них не был испытан или показан в симуляции.
- Во время постановочных боёв (не симуляции) боевик ИРА стреляет из револьвера Webley, но испытывали его только в специальном эпизоде Back for Blood.
- Бомба с гвоздями[англ.] была в реальности не единственным вариантом самодельных взрывных устройств, которые применяли ИРА, совершая свои диверсионные и террористические атаки.

## ЭпизодBack for Blood
Этот эпизод вышел в преддверии второго сезона с новым вступительным видеороликом. В специальном эпизоде эксперты решили выбрать двух лучших воинов, разделив победителей на две группы. В первую группу воинов допорохового времени попали Апач, Самурай, Спартанец, Монах Шаолиня и Уильям Уоллес. Во вторую группу воинов с огнестрельным оружием попали Пират, Спецназовец, Мафиози и Боевик ИРА.

### Воины до Эпохи Пороха
- Монах Шаолиня был автоматически исключён экспертами из борьбы по причине отсутствия защиты.
- Уильям Уоллес покинул борьбу по решению экспертов из-за отсутствия хорошего оружия дальнего боя и плохой кольчуги.
- Апач был исключён из-за полного отсутствия брони и бронебойного оружия.
- В финал вышли Спартанец и Самурай, для чего пригласили по одному эксперту от каждой команды: спецназовца и участника программы подготовки Зелёных беретов «SPARTAN» Барри Якобсена и потомка самураев Тецуро Сигемацу.

#### Оружие Спартанца
- Короткий меч
- Копьё
- Дротик
- Щит

#### Оружие Самурая
- Катана
- Нагината
- Юми
- Канабо

#### Результаты компьютерной симуляции
|                          | Самурай       | Побед | Спартанец    | Побед |
| ------------------------ | ------------- | ----- | ------------ | ----- |
| Оружие малой дальности   | Катана        | 15    | Короткий меч | 10    |
| Оружие средней дальности | дзюмондзи-яри | 523   | Копьё        | 396   |
| Оружие большой дальности | Юми           | 20    | Дротик       | 20    |
| Специальное оружие       | Канабо        | 9     | Щит          | 10    |
| Итого                    |               | 567   |              | 473   |

Место действия - лесистая гора, самурай прибывает и видит спартанца, спартанец бросает свое копье, промахиваясь, самурай в ответ стреляет стрелами, но они застревают в щите, затем он приближается и пытается атаковать канабо, но это мало что дает, затем он переодевается в катану и пытается атаковать какое-то пространство, ему удается перерезать древко копья спартанца, затем спартанец достает короткий меч, они продолжают сражаться, но не могут ранить друг друга, затем самурай берет дзюмондзи яри, который был за деревом, зацепляет щит спартанца, открывая охрану и смертельно ударяя его по шее. 

### Воины с огнестрельным оружием
- Пират был исключён из борьбы по причине крайней ненадёжности своего огнестрельного оружия.
- Мафия выбыла из борьбы, поскольку их оружие было также ненадёжным (импровизированным), а опыт ведения войны ограничивался бандитскими разборками
- В финал вышли Спецназ и ИРА как самые опытные бойцы своего времени. От команды ИРА был приглашён актёр Скотти Коллинз, потомок Майкла Коллинза, а от команды Спецназа бывший майор ГРУ Саулюс "Сонни" Пузикас.

#### Оружие ИРА
- Револьвер Webley
- Огнемёт ЛПО-50
- Автомат AR-15
- Снайперская версия винтовки HK G3
- Бомба с гвоздями
- Рогатка

#### Оружие Спецназа
- Пистолет Макарова
- Карабин Сайга-12
- Автомат АК-74
- Снайперская винтовка Драгунова
- РГД-5
- Баллистический нож

#### Результаты компьютерной симуляции
|                                    | ИРА              | Побед | Спецназ            | Побед |
| ---------------------------------- | ---------------- | ----- | ------------------ | ----- |
| Оружие малой дальности             | Револьвер Webley | 8     | Пистолет Макарова  | 20    |
| Оружие средней дальности           | Огнемёт ЛПО-50   | 11    | Карабин Сайга      | 92    |
| Автоматическое оружие дальнего боя | AR-15            | 175   | AK-74              | 472   |
| Снайперское оружие дальнего боя    | HK G3            | 47    | СВД                | 120   |
| Взрывное оружие                    | Бомба с гвоздями | 20    | РГД-5              | 7     |
| Специальное оружие                 | Рогатка          | 3     | Баллистический нож | 6     |
| Итого                              |                  | 264   |                    | 736   |

Со счётом 264:736 победу одержал Спецназ. Боец спецназа ГРУ стал лучшим воином эпохи огнестрельного оружия.

#### Факты об эпизоде

##### Испытания оружия
- Для баланса сил ИРА получила револьвер Вебли и снайперскую модификацию винтовки Хеклер-Кох G3.
- Для револьвера Вебли и пистолета Макарова проводились два испытания: в первом случае на черепе и куске баллистического геля определялась останавливающая сила, во втором случае при помощи пистолета необходимо было уничтожить четыре мишени и не попасть в одну мишень, изображающую гражданского. В первом случае Вебли победил благодаря большей начальной скорости пули, но во втором проиграл по времени перезарядки и точности. По совокупности итогов двух испытаний победил пистолет Макарова.
- Огнемёт ЛПО-50 в сравнении с Сайгой без проведения натурных испытаний одержал победу благодаря площади поражения и наносимым повреждениям, однако в симуляции без шансов проиграл Сайге (пятый раз в истории шоу).
- В сравнении автоматов была объявлена ничья: точность AR-15 была равноценна надёжности и мощности АК-74. Натурных испытаний не проводилось.
- Винтовки СВД и HK G3 сравнивались в специальном новом испытании: снайперу предстояло поразить три мишени, причём таймер начинал отсчёт с первого выстрела. Большая скорострельность и точность СВД позволила советской винтовке победить немецкую HK G3.
- Баллистический нож в категории специального оружия оказался сильнее рогатки, поскольку, по словам Армана Дориана, рогаткой просто физически невозможно убить человека.
- Граната РГД-5 уступила бомбе с гвоздями по радиусу поражения и по мощности взрыва.

##### Симуляция и её результаты
- Симуляция проходит на территории склада: во время боя можно заметить спокойно проезжающие за стальной решёткой гражданские автомобили.
- По итогам симуляции почти во всех категориях боевики ИРА по количеству побед разгромно проиграли спецназовцам, взяв верх только в категории взрывчатки.
- Спецназ ГРУ установил рекорд, уничтожив противника более чем 700 раз: до изменения правил в третьем сезоне никто не достиг этой цифры.
- В самой симуляции боевики ИРА не задействовали рогатку. В свою очередь, спецназовец не выпускал лезвие ножа в боевика ИРА, а просто его закалывал.
- В симуляции бойцы спецназа отдают приказы на английском. Вместе с тем победивший командир группы произносит в конце по-русски «Я спецназ».
- В серии «ИРА против Талибана» ИРА победила с наименьшим в первых двух сезонах перевесом, а в данной серии потерпела самое разгромное поражение.

##### Ошибки и неточности
- В заставке вместо G3 показан более современный немецкий автомат HK G36.
- На столе у экспертов находится автомат FAMAS, который не поставлялся боевикам ИРА.
- Винтовка HK G3 предусматривает ведение непрерывного огня, но это было по непонятным причинам исключено из условий поединка.